# 応仁の乱 戦国時代を生んだ大乱
『応仁の乱 戦国時代を生んだ大乱』（おうにんのらん せんごくじだいをうんだたいらん）は、日本の中世史研究者である呉座勇一の著書。2016年10月に中央公論新社から新書として出版され、それからわずか8か月で40万部に迫るベストセラーとなった（2018年2月の時点で47万部）。
一般書でありながら最新の研究を踏まえつつ、同時代の僧侶の視点から戦乱を描くなどの巧みな構成と筆致によって評価を受けた。
応仁の乱の複雑な歴史的背景や展開から、本書には300人を超える人物が登場する。「何のために戦っているのか誰にもわからない」と言われるほど混沌とし、勝者の生まれないまま長期に及んだ戦乱だったが、それをテーマとした本書は応仁の乱の「真の勝者は、（発生から）550年後に出現した呉座勇一ですよ」と著者自身が冗談めかして語るほどの大ヒットとなった。

## 出版背景と影響
『応仁の乱』は呉座の3冊目の一般書である。1冊目と2冊目にあたる『一揆の原理』と『戦争の日本中世史』は、テーマが通俗的、文体が軽薄などの理由で学会からの評価は芳しくなかった。そのため『応仁の乱』の執筆の際、呉座は「中央公論新社には悪いけど、あまり売れなくてもいいから、本格的なものにしよう」と考えていたという。
室町時代に発生した内乱である応仁の乱は、知名度こそ非常に高いものの「スター不在」といわれるように英雄的な人物が登場するわけでもなく歴史的背景や展開も非常に複雑であることから、応仁の乱をテーマにした書籍や映像作品は少なく、「新書に限れば、応仁の乱を扱った本が前回出版されたのは30年前」（1973年の鈴木良一『応仁の乱』岩波新書）という状況だった。そのため一般書を求める潜在的ニーズは根強くあり、また本書の出版時には、それまで単純化されていた歴史の複雑な面を発見し、それ自体を楽しむという受容の仕方が歴史ファンに生まれていたことが、本書のヒットにつながったと分析されている。
初版1万3000部を売り切ることが出版当初の目標だったが、出版から1カ月で4万部まで増刷される「快挙」となった。またそれを受けて出版社が販促活動に力を入れた結果、わずか8か月で40万部に迫るベストセラーとなった。
著者の呉座は本書が発売された2016年10月に国際日本文化研究センターの専任ポストを得て、京都へ移住した。本書の出版後はテレビでの露出も増えて、一気に呉座の知名度が上がることになった。
また翌2017年には本書に刺激を受けたかのように峰岸純夫『享徳の乱』（講談社選書メチエ）、亀田俊和『観応の擾乱』（中公新書）など室町時代の戦乱を扱った書籍が続けて刊行された。

## 構成と評価
全8章で構成され、応仁の乱の前史から乱の勃発と終息が描かれており、最後の第8章ではその遺産が論じられている。日本中世史研究者の亀田俊和は、応仁の乱の発端と主戦場である京都ではなく大和国（現代の奈良県）に記述の主軸を置いていること、大和国と関係の深い畠山氏の趨勢も追っていることが、構成として斬新であると評価している。一方で第4章などには、すでに主流ではなくなって久しいマルクス主義的な階級闘争史観への呉座の批判意識や問題意識がかいまみえるとしつつも、呉座の以前の著作で顕著にみられた階級闘争史観への批判が本書ではむしろ抑制されているとして、呉座が客観的な史料の提示に努めていると指摘している。また、本書は膨大な資料や研究史の整理を巧みに行いながら、史実を平板に記述することなく簡潔にまとめており、初学者向けの入門書としても優れていると評している。